# Walter Weitmann
Walter Weitmann (* 20. Dezember 1926 in Deizisau; † 16. Januar 2007 in Stuttgart) war ein deutscher Unternehmer.

## Werdegang
1951 war er erstmals mit einer Losbude auf dem Cannstatter Volksfest vertreten. In den Jahren 1958 bis 2005 war er dort Festwirt. Nach der Trennung von der Brauerei Stuttgarter Hofbräu im Jahr 1999 war er mit der Fürstenberg-Brauerei vertreten.
Weitmann war 18 Jahre Präsident des Bundesverbandes der Schausteller und Marktkaufleute. Von 1980 bis 1984 war er für die CDU im Stuttgarter Gemeinderat.
Weitmann veröffentlichte 1997 zusammen mit Gotthilf Fischer die CD Die Zwei von Deizisau.
Seine letzten Lebensjahre waren geprägt von Streitigkeiten und Querelen mit seinen Vertragspartnern und seiner Familie, die seinen finanziellen Ruin zur Folge hatten.

## Auszeichnungen
- 1986 Bundesverdienstkreuz 1. Klasse
- 1995 Großes Bundesverdienstkreuz
- 1998 Silberne Martin-Luther-Medaille der Evangelischen Kirche Deutschlands

| Personendaten    | Personendaten         |
| ---------------- | --------------------- |
| NAME             | Weitmann, Walter      |
| KURZBESCHREIBUNG | deutscher Unternehmer |
| GEBURTSDATUM     | 20. Dezember 1926     |
| GEBURTSORT       | Deizisau              |
| STERBEDATUM      | 16. Januar 2007       |
| STERBEORT        | Stuttgart             |